# Brachyotum confertum
Brachyotum confertum es una especie de planta fanerógama perteneciente a la familia Melastomataceae. 

## Distribución y hábitat
Es un endemismo de Ecuador. Es un arbusto que se distribuye ampliamente en los páramos del sur. Sólo un registro es del norte de Ecuador, en el Volcán Corazón, en 1886. Hay cinco registros de la provincia de Cañar, cerca de Azogues, todos ellos antes de 1980. La mayoría de los registros recientes son del Azuay, en las áreas entre Cuenca y Oña, en la carretera Gualaceo-Macas y en la carretera Sígsig-Gualaquiza. Está protegida en el interior del Parque nacional Cajas. Aparte de la destrucción del hábitat, no se conocen amenazas específicas.

## Taxonomía
Brachyotum confertum fue descrita por (Bonpl.) Triana y publicado en Transactions of the Linnean Society of London 28(1): 49. 1871[1872].
Sinonimia
- Bolina conferta (Bonpl.) Raf.
- Brachyotum campylanthum Triana
- Chaetogastra conferta (Bonpl.) DC.
- Rhexia conferta Bonpl.[3]